# 希普林·卡萨利斯
希普林·卡萨利斯（法語：Cyprien Katsaris；1951年5月5日—），塞浦路斯裔法國钢琴家，作曲家。

## 生平
希普林生于法国马赛，四岁起学习钢琴，童年时代在西非的喀麦隆渡过。他的钢琴启蒙教师是玛丽-加布里埃尔·露沃斯（Marie-Gabrielle Louwerse）。毕业于巴黎音乐学院，师从艾琳·范·巴伦岑和莫尼克·德·拉·布鲁彻莱利（1969年钢琴大赛第一名得主），并跟随瑞尼·雷洛和简·胡比欧（1970年冠军得主）学习室内乐演奏。
希普林的第一次公开音乐会于1966年5月8日在法国香榭丽舍剧院举行，当时的他以法国青少年钢琴比赛冠军的身份进行演出，他演奏了李斯特的《匈牙利狂想曲》，指挥是勒内-皮埃尔·舒托（René-Pierre Chouteau），乐团是——法国国家交响乐团（Orchestre Symphonique d'Ile-de-France）。
希普林与许多世界一流乐团有过成功合作，其中包括柏林爱乐乐团、德累斯顿国家管弦乐团、德意志交响乐团、萨布肯广播交响乐团、维也纳室内乐团、克利夫兰交响乐团、华盛顿美国国家交响乐团、底特律交响乐团、蒙特利尔交响乐团、多伦多交响乐团、伯明翰城市交响乐团、荷兰阿姆斯特丹皇家音乐厅管弦乐团、鹿特丹爱乐乐团、海牙交响乐团、布拉邦交响乐团、日本NHK交响乐团、日本爱乐乐团、韩国室内乐团、莫斯科爱乐乐团、圣彼得堡交响乐团、赫尔辛基爱乐乐团、塔皮奥拉小交响乐团、布加勒斯特乔治埃内斯库爱乐乐团、米兰RAI交响乐团、瑞士罗曼德管弦乐团、牛津爱乐乐团、奥克兰爱乐乐团，担任墨西哥爱乐乐团建团音乐会和巡演的独奏家（1978年）。
希普林还经常与世界著名的指挥家和独奏家进行合作，其中包括伯恩斯坦、罗斯特罗波维奇、拉特、郑明勋、多赫南伊、迪图瓦、安塔尔·多拉蒂、费舍尔、哈农库特、长野健、詹姆斯·康伦、麦克拉斯、巴夏、费多谢耶夫、萨拉斯特、莱夫·塞格斯坦、德米特里·契达年科、安德烈·包列伊科、克里斯托弗·沃伦-格林、兹德涅克·马察尔、张弦、保尔·曼、马瑞奥斯·帕帕多普洛斯，并获邀参加卡尔·明兴格尔于1986年举行的告别音乐会，与斯图加特室内乐团合作演奏了海顿的《D大调协奏曲》。
除了以钢琴独奏家的身份参加各类演出，希普林还创办了一个以他的名字命名的室内乐组合“卡萨利斯钢琴五重奏组”，该组合在美国、欧洲和日本的评论界和观众中大受欢迎。
希普林还在以下国际钢琴比赛中担任评委：肖邦国际钢琴比赛（华沙，1990年）、李斯特国际钢琴比赛（乌得勒支，1996年）、旺多姆国际大赛（巴黎，2000年）、巴黎玛格丽特国际钢琴大赛（2001年）以及贝多芬国际钢琴比赛（波恩，2005年）。
他还在曼尼斯音乐学院、纽约、加拿大多伦多大学、萨尔茨堡莫扎特音乐艺术大学、墨西哥艺术学院、香港演艺学院、海牙皇家音乐学院以及上海音乐学院开设大师班。此外，他还在1977年至2007年长达30年的时间中担任埃希特纳赫国际艺术节（卢森堡）的艺术总监。
希普林的名字被列入以下出版物中：《伟大的钢琴家：从莫扎特到当代》、《新格罗夫音乐与音乐家辞典》、《德国音乐百科全书》、《贝克音乐家传记辞典》、《德国海伦贝格钢琴音乐指导》、《钢琴艺术表演：演奏者、文献和录音》。两位世界知名电影导演：克劳德·夏布洛尔（Claude Chabrol）和奥斯卡奖项获得者弗朗索斯·伦欣巴赫（François Reichenbach）曾为希普林拍摄过音乐会现场演出。

### 近期活動
2006年1月27日，莫扎特诞辰250周年纪念日之际，希普林担任莫扎特曼海姆交响乐团成立他的独奏莫扎特音乐会的钢琴独奏，该场音乐会由托马斯·法伊（Thomas Fey）担任指挥。2006年3月，希普林成为有史以来第一位在李斯特魏玛故居开办大师班的钢琴家，李斯特最后一次在那里教学是在1886年他逝世的那年。
2008年8月，北京奥运会之际，希普林应邀参加中国国家大剧院的两场音乐会。此外，希普林还应邀参加中国钢琴之夜——为十位钢琴家和交响乐团而作的协奏曲的世界首演，作曲者是中国作曲家崔世光，希普林以一段古希腊旋律和中国民歌旋律为主题进行即兴演奏，以此向奥运会致敬和献礼。

## 作品
希普林在很多国际知名唱片公司录制和发行了多张唱片，其中包括索尼古典、百代公司、德意志留声机、BMG-RCA、迪卡唱片、Pavane唱片以及他自己创建的唱片品牌“钢琴21”（PIANO 21）。
他的唱片包括许多伟大作曲家的独奏作品以及钢琴协奏曲，如巴赫的《协奏曲辑》（与李斯特室内乐团合作）、《勃拉姆斯第二协奏曲》（伊利亞胡·殷巴爾指挥，英国爱乐乐团演奏）、门德尔松的两首钢琴协奏曲（库特·马舒尔指挥，莱比锡布商大厦管弦乐团）以及莫扎特协奏曲全集（在萨尔茨堡和维也纳的现场演奏，Yoon K. Lee指挥，萨尔茨堡室内爱乐管弦乐团演奏）。
除常规和经典曲目之外，希普林还录制了不少钢琴改编作品的世界首演，比如：李斯特改编的柴科夫斯基钢琴协奏曲，匈牙利风格，由尤金·奥曼迪指挥，费城交响乐团演奏；贝多芬改编自其自己的芭蕾舞剧《普罗米修斯》的钢琴作品；以及马勒《大地之歌》的原始钢琴版本，由女中音布莱吉特·法斯本德（Brigitte Fassbaender）和男高音托马斯·莫泽（Thomas Moser）演唱。
1992年，日本NHK电视台曾制作一部长达13集的电视系列节目，记录希普林关于肖邦作品的大师班和音乐会。1999年10月17日，纽约观众为希普林在卡内基大厅举行的纪念肖邦逝世150周年音乐会的精彩演出起立鼓掌。该场音乐会已录制和发行了CD以及DVD专辑。

## 獲獎與榮譽
希普林曾获捷克联合国国际青少年钢琴大赛冠军（伯拉第斯拉瓦，1977年）、法国国际Cziffra钢琴大赛第一名（凡尔赛，1974年），还是1972年比利时伊丽莎白女王钢琴比赛中唯一的一位欧洲获奖选手。此外，他还被授予阿尔伯特·罗素基金奖（巴黎，1970年）、比利时亚历克斯·德·弗里斯基金奖（安特卫普，1972年）、“联合国教科文组织和平艺术家”（1997年）、“卢森堡文学艺术桂冠艺术大奖”（2009年）、“法国艺术与文学骑士”（2000年）、“喀麦隆骑士勋章”（1977）以及 “巴黎市荣誉奖章”（2001年）等獎項與榮譽。

## 評價
- “我有幸听到希普林演奏的拉赫曼尼诺夫的第三协奏曲以及他对我Vingt Regards最后一首的精彩诠释。过硬的技巧、炽热的情感投入、专业的演奏和他的迷人风采，造就了希普林这样一位了不起的钢琴家，我对他的未来充满信心。我深信希普林代表了他这代人最伟大的艺术价值。”—作曲家奥利维埃·梅西安
- “希普林是一位了不起的钢琴家，甚至称得上是一位了不起的艺术家，他深谙浪漫主义音乐的真谛。”—鋼琴家齐夫拉·乔治

## 外部連結
- 官方网站
- 希普林·卡萨利斯的Discogs页面（英文）